# Parti républicain radical-socialiste

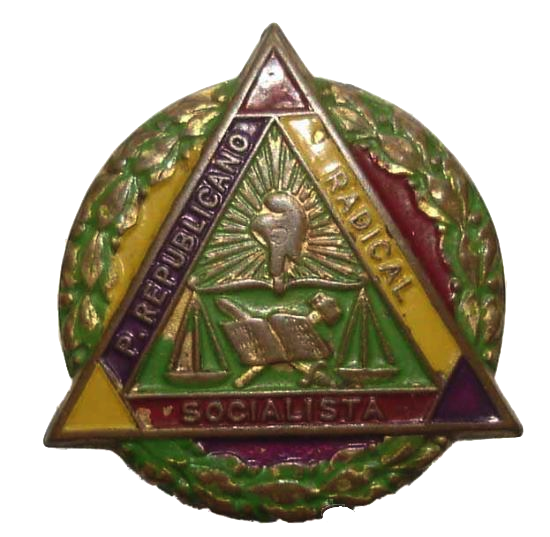
Emblème du parti, vers 1932.

Le Parti républicain radical socialiste (PRRS) (en castillan Partido Republicano Radical Socialista), est un parti politique espagnol qui existait au début de la Seconde République espagnole. Ayant participé à différents gouvernements, il participe à la création de l'Union républicaine en 1934.